# Ilarie Crișan
Ilarie Crișan (n. 1856 în comuna Răspig, județul Arad) a fost un deputat în Marea Adunare Națională de la Alba Iulia, organismul legislativ reprezentativ al „tuturor românilor din Transilvania, Banat și Țara Ungurească”, cel care a adoptat hotărârea privind Unirea Transilvaniei cu România, la 1 decembrie 1918.:p. 77

## Biografie
Rămas orfan se stabilește în 1883 la Beiuș, urmând meseria de tăbăcar. După moartea soției, cei cinci copii rămân în grija sa, unul dintre ei fiind George Crișan, viitor ministru. Ilarie Crișan a luat parte la luptele de emancipare națională din Ardeal, timp de cinci decenii. Ca urmare a acțiunilor sale, a fost încarcerat, torturat și percheziționat de autoritățile maghiare.

## Activitate politică
A luat parte la Marea Adunare Națională de la Alba Iulia din 18 noiembrie/ 1 decembrie 1918 în calitate de reprezentant al cercului Beiuș-Vascău, județul Bihor, unde a votat Marea Unire. După întregirea României Mari, devine primarul orașului natal. A fost apreciat de intelectualitate și distins cu ordine.